# Guy Văn Sâm
Guy Văn Sâm (20 tháng 12 năm 1935 – 8 tháng 2 năm 2024) là một cựu cầu thủ bóng đá người Pháp đã từng thi đấu ở vị trí tiền đạo.
Ông qua đời ở tuổi 88 tại Toulon vào ngày 8 tháng 2 năm 2024.

## Đời tư
Văn Sâm sinh ra tại Beirut vào ngày 20 tháng 12 năm 1935, có bố là người Việt và mẹ là người Liban.